# 1335
Năm 1335 (Số La Mã: MCCCXXXV) là một năm thường bắt đầu vào ngày Chủ nhật trong lịch Julius.

## Sự kiện
Hãn Quốc Y nhi của Đế Quốc Mông Cổ sụp đổ.